# Festival do Rio
Festival do Rio é um festival de cinema do Brasil, realizado anualmente na cidade do Rio de Janeiro, que surgiu em 1999 como resultado da fusão dos extintos Rio Cine Festival e Mostra Banco Nacional de Cinema, eventos que faziam parte do calendário cultural da cidade desde a década de 1980. Desde sua fundação, o evento  inclui não apenas produções brasileiras, mas também filmes de todo o mundo -  donde sua designação oficial, "Festival Internacional de Cinema". O troféu e símbolo máximo do festival e da cidade é o Troféu Redentor.
Atualmente, o Festival do Rio é o maior evento de cinema da América Latina e um dos principais encontros de profissionais do audiovisual brasileiro. É conhecido por ser uma importante janela de divulgação de filmes a serem lançados no Brasil e, ao longo de suas edições, já recebeu nomes do cinema internacional, como Helen Mirren, Isabelle Huppert, Samuel L. Jackson, Forest Whitaker, Jeanne Moreau, Agnès Varda, Ricardo Darín, Willem Dafoe, e muitos outros.

## História

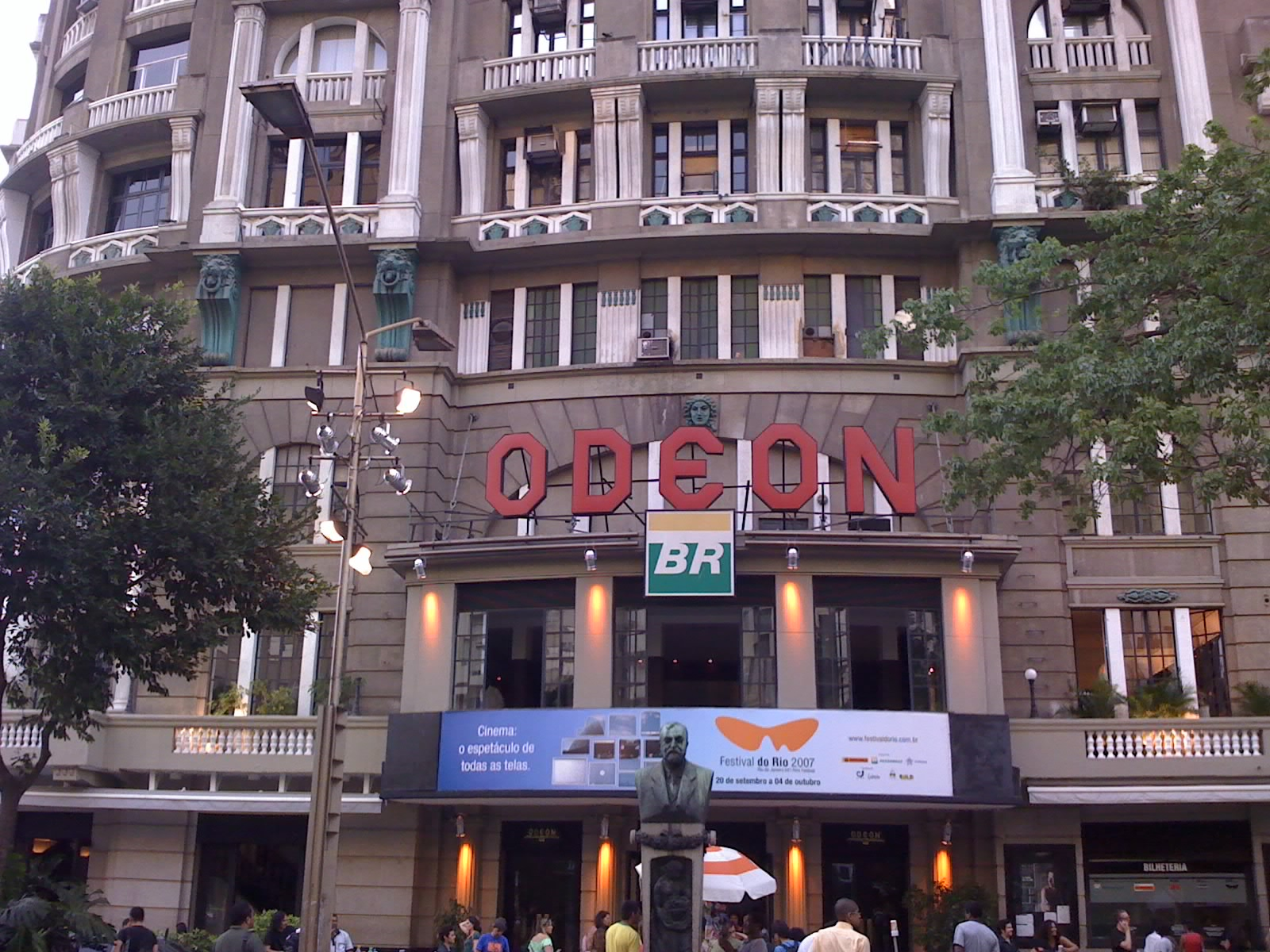
Cine Odeon, durante a edição 2007 do festival do Rio.

O Festival do Rio teve sua fundação em 1999 como resultado da fusão de dois festivais de cinema anteriores, o Rio Cine Festival, fundado em 1984, e a Mostra Banco Nacional de Cinema, fundada em 1988. Em sua primeira edição, ocorrida entre 16 e 30 de setembro, o festival contou com uma programação de mais de 400 títulos a serem exibidos, com estreias de cineastas brasileiros como Carlos Reichenbach, Eduardo Coutinho e Walter Salles, além de uma gama de trabalhos internacionais.
Na mostra de 2007, o festival alcançou o feito histórico de exibir mais de 300 filmes inéditos, de origem brasileira e estrangeira de 60 países, inclusive títulos vencedores dos tradicionais festivais de Cannes, Sundance e Veneza, além da cerimônia do Óscar.
Em 2020, devido a pandemia de COVID-19, a 21ª edição do festival foi adiada para o ano seguinte. A edição de 2021 foi exibida na Rede Telecine entre os dias 17 e 30 de julho de 2021, no streaming e  no canal de TV Telecine Cult. Posteriormente, foram anunciadas sessões gratuitas do festival nas plataformas digitais e na extensão presencial na Estação Net Botafogo. A seleção completa da edição de 2021 foi apresentada de 9 a 19 de dezembro de 2021, também em formato híbrido, presencial e virtual. Em dezembro do mesmo ano, foi anunciado que a feira de negócios do festival, a RioMarket, seria apresentada pela primeira vez de forma virtual.
Em sua 24ª edição, em 2022, o festival voltou a ser apresentado de forma totalmente presencial no Cine Odeon, com a tradicional noite de gala e exibição de Império da Luz, do premiado diretor britânico Sam Mendes.

## Categorias
O festival premia seus melhores filmes com o Troféu Redentor. Atualmente, são distribuídos onze prêmios outorgados pelo júri oficial, da Mostra Première Brasil, que contempla os filmes nacionais inéditos, além das menções honrosas e prêmios especiais. Existe também premiação de voto popular que elege três categorias: Melhor Longa-Metragem de Ficção, Melhor Longa-Metragem Documentário e Melhor Curta-Metragem.

As categorias contempladas pelo júri oficial são:
- Melhor Longa-Metragem de Ficção
- Melhor Longa-Metragem Documentário
- Melhor Curta-Metragem
- Melhor Direção
- Melhor Ator
- Melhor Atriz
- Melhor Ator Coadjuvante
- Melhor Atriz Coadjuvante
- Melhor Roteiro
- Melhor Fotografia
- Melhor Montagem

## Premiados

Cerimônia de premiação do Festival do Rio de 2018, no Cine Odeon

Segue abaixo a tabela com os vencedores da premiação de Melhor Longa Metragem Ficção, na Mostra Première Brasil, conferido pelo Júri Oficial nos últimos anos:
| Ano  | Filme                                             | Direção                                           |
| ---- | ------------------------------------------------- | ------------------------------------------------- |
| 2002 | Seja o que Deus Quiser!                           | Murilo Salles                                     |
| 2003 | Narradores de Javé                                | Eliane Caffé                                      |
| 2004 | Contra Todos                                      | Roberto Moreira                                   |
| 2005 | Cidade Baixa                                      | Sérgio Machado                                    |
| 2006 | O Céu de Suely                                    | Karim Aïnouz                                      |
| 2007 | Mutum                                             | Sandra Kogut                                      |
| 2008 | Se nada mais der certo                            | José Eduardo Belmonte                             |
| 2009 | Os Famosos e os Duendes da Morte                  | Esmir Filho                                       |
| 2010 | VIPs                                              | Toniko Melo                                       |
| 2011 | A Hora e a Vez de Augusto Matraga                 | Vinícius Coimbra                                  |
| 2012 | O Som ao Redor                                    | Kleber Mendonça Filho                             |
| 2013 | De Menor                                          | Caru Alves de Souza                               |
| 2013 | O Lobo Atrás da Porta                             | Fernando Coimbra                                  |
| 2014 | Sangue Azul                                       | Lirio Ferreira                                    |
| 2015 | Boi Neon                                          | Gabriel Mascaro                                   |
| 2016 | Fala Comigo                                       | Felipe Sholl                                      |
| 2017 | As Boas Maneiras                                  | Juliana Rojas e Marco Dutra                       |
| 2018 | Tinta Bruta                                       | Marcio Reolon e Filipe Matzembacher               |
| 2019 | Fim de Festa                                      | Hilton Lacerda                                    |
| 2020 | Premiação cancelada devido a Pandemia de COVID-19 | Premiação cancelada devido a Pandemia de COVID-19 |
| 2021 | Medusa                                            | Anita Rocha da Silveira                           |
| 2022 | Paloma                                            | Marcelo Gomes                                     |
| 2023 | A Batalha da Rua Maria Antônia                    | Vera Egito                                        |
| 2024 | Baby e Malu (prêmio duplo)                        | Marcelo Caetano e Pedro Freire, respectivamente   |